# 台灣軍公教爭議議題
台灣軍公教爭議議題為一系列在台灣關於軍公教的爭議議題，隨著時代的變遷、追求社會公平正義的發展趨勢，以及少子化與高齡化的進程，國家為圖永續發展與避免預見的危機，軍公教制度的種種問題必須正面對待與理性檢討，而緊迫的國家財政壓力與各界的批評聲浪也迫使政府採取逐步改革的措施。

## 退休相關爭議

### 退休金額度
考試院銓敘部於2013年2月公布的資料顯示，軍公教退撫制度包括軍、公、教三大類，各基金失衡年度分別為2011年、2020年及2018年，基金用盡年度分別為2019年、2031年及2027年，其中尤以軍職退休基金最為嚴重，在未來五年即將面臨無資金可用。另純就新、舊軍公教退撫制度的潛藏負債顯示2011年度軍公教退撫舊制的潛藏負債達新台幣6.5兆元，退撫新制的潛藏負債約新台幣2兆元，兩者合計的潛藏負債高達新台幣8.5兆元。
根據銓敘部在2013年左右的估算，關於軍公教退撫基金，軍人帳戶預計民國108年（2019年）破產，教育人員帳戶民國116年（2027年）破產，公務人員帳戶民國120年（2031年）破產。勞保基金預計也是民國116年（2027年）破產。。
根據統計，截至2015年12月31日止，全台灣退休老師有11萬9208人，將近70%的退休老師每個月領六萬到八萬元，而每個月領超過八萬元的退休老師約占7.92％，剩下二成多則是六萬元以下；就平均數而言，全台灣老師退休後每個月平均領六萬多元。
根據銓敘部統計，截至2016年1月中，全台灣領月退休金的退休公務員共有13萬4849人，有646人每個月領超過十萬元，而每個月領超過六萬元的退休公務員占領月退公務員的42％；每個月領超過四萬元的退休公務員則有11萬3180人，占領月退公務員的84％。

### 退休年齡
根據銓敘部報告，近10年來公務員平均退休年齡55歲，教師平均退休年齡54歲，軍人平均退休年齡43歲。因近年退休人數攀升、國人生命餘年增加與人口結構改變等因素影響，已導致軍公教人員退撫基金在103年度首度發生當年收繳收入不足當年支出的失衡情形。其中軍人達一定服役年限或年齡無法升職即須強制退伍，故軍人退休年齡偏低。

### 退休所得替代率
台灣軍公教的退休所得替代率長期以來偏高，甚至高達90%-100%。30年年資者所得替代率在1990-2020年之間都超過90%，並有13年超過100%。25年年資者所得替代率在2009年以前多數超過90%，此後快速下降，預估在2019年降至64%。OECD國家以毛所得來計算，平均退休所得替代率，男性約57.3%，女性則較男性低約2%；若以淨所得來計算，退休所得替代率約68.8%。例如退休所得替代率超高的國家希臘，平均高達毛所得的95.7%或淨所得的111.2%，是造成其政府財政潛藏債務的主因之一。

### 配偶子女享有撫慰金
銓敘部統計指出，領月退休金的公務人員亡故後，遺族可申領撫慰金（半俸）的件數，10年間成長近3倍，近10年遺族申領一次撫慰金與月撫慰金的比例，平均約是3比7。領一次撫慰金的遺族，各年度都以「子女」人數最多，至於領月撫慰金的遺族，則以「配偶」最多，比率高達98%左右。統計也發現，有469個領月退休金的退休公務人員，同時也在領配偶的月撫慰金。
銓敘部官員解釋，依現行規定，領月退休金的公務員身故後，年滿55歲的配偶、父母、未成年子女、全殘子女，可選擇一次領撫慰金，或按月退休金半俸、領月撫慰金；配偶領月撫慰金，可領到亡故或再婚。銓敘部官員說已提案修正，將公務員遺族月撫慰金給付，從現行的月退休金一半改為3分之1，配偶支領年齡從55歲延後到60歲，但相關修法仍在立法院待審中。
民國108年（2019年）4月24日，廢止學校教職員退休條例及學校教職員撫卹條例。

## 薪資與福利爭議

### 年度人事薪資支出
雖然佔比最多的預算是社福預算，但少部分別有用心人士仍宣傳軍公教人事費為最大宗支出。相較於10年前，依據行政院主計處統計資料顯示，軍公教人員薪資給付在2000年為八千八百六十六億元，占政府消費比重為71.1%，是政府消費中最龐大的支出項目。

### 請育嬰假於寒暑假期間復職
有教師鑽法律漏洞，在申請育嬰假後，於寒暑假復職，在寒暑假既可多領1到2個月薪水又不用工作，等開學後再繼續請育嬰假。教育部估計每年有200名教師鑽此漏洞。教育部人事處統計，每年約有2千多名高中職以下教師申請育嬰留停，其中估計約1成在寒暑假期間復職，開學後再繼續申請育嬰留職停薪。若以初任教師月薪約4萬元初估，若每年200人在寒假或暑假期間（約1-2個月）復職，等於政府每年要多付給教師1200多萬元薪資。中小學校長協會理事長薛春光表示，此狀況比大家想像得還嚴重，曾有新北市國小校長跟他吐苦水說，有生育小孩的年輕老師幾乎都用這方式請假，且一個教一個，不少人生2胎都這麼做。全國教師工會總聯合會理事長張旭政指出，教師請育嬰假期間，因有代理代課教師，不會損及學生受教權，但他認為，教師若在寒暑假申請復職領薪，有違社會公平正義，也會造成社會觀感不佳，有濫用權利之嫌。

## 考績制度爭議

### 公務人員考績
鄰近台灣的日本、新加坡，其公務人員考績的比例大約為甲等30%、乙等65%及丙等5%，而台灣的公務人員剛好相反。人事制度中原本就有淘汰制度，但實際上，被免職的人大概都是因為涉案，而「幾乎沒有公務人員因為績效不佳而被淘汰」，資遣的也大多是因為健康上的因素，人數少之又少，這些規定在公務人員考績法修正之後仍然存在。考績法修正後，對於丙等並沒有立即淘汰的規定，而設立了緩衝的機制，要在十年內達三次丙等才予以退場。第一次丙等給予輔導和訓練，第二次丙等薪水降一級或調整職務，第三年丙等「才安排資遣或退休」，還能領有一筆退休金或資遣費，而且還有所謂「力爭上游」條款，即十年內一年考列優等或連續三年考列甲等，「可抵銷一次丙等」。主管機關依照其年度目標，設定所屬機關的分目標，再評定其績效表現，然後要求各所屬機關的甲等或丙等比率，「只要所屬機關績效卓著，未必一定會有丙等人員」；反之，如果所屬機關績效太差，丙等的比率也不一定只有最低標準。而現行考績制度失靈的原因之一在於執行面，首長或主管不願意當一個公正無私的長官，不願意公平、正確地考核，只想不得罪人，這樣的考績制度是毫無作用的。
以清廉和效率著稱的新加坡而言，公務員年薪根據每年的國民生產總額（GDP）和「個人業績」進行調整，若GDP增長超過8％，可拿相當於4個月的獎金，若GDP負增長，就會「減薪」，新加坡公務員每年淘汰率高達10％。所有公務員都必須申報財產的變動情況，若無法說明來源的財產，則全部沒收，因貪污被革職的公務員，則明令禁止在企業工作，等於使其無法生存。

### 教師考績
符合「公立高級中等以下學校教師成績考核辦法」四條一款者（即考績甲等），除晉本薪或年功薪一級外，並給與一個月薪給總額之一次獎金（即甲等考績獎金，獎勵金為1個月薪水，而另外又有年終獎金1.5個月薪水）。符合四條二款者，除晉本薪或年功薪一級外，並給與半個月薪給總額之一次獎金（即考績乙等）。符合四條三款者，留支原薪（即考績丙等）。現行的「公立高級中等以下學校教師成績考核辦法」屢被批評只有考核教師績效，而無益教師專業發展，考核制度流於形式，只要請事病假不超過14日以上，幾乎人人考核為「甲等」，導致教師考績列為甲等人數過於浮濫。這種對於工作表現不同，但是考核結果完全沒有區別的考核制度，已失去激勵與督促教師表現的作用，對於「教學表現不良、怠惰的教師」也不能產生督導或嚇阻機制，連帶地長期以來家長所關心的「不適任教師處理問題」，也逐漸成為家長團體的強烈改革訴求。

## 其他看法

### 均富理想化與現實少子化衝擊
《商業周刊·觀點Opinion》裡有一篇個人撰寫的評論文章〈把公務員的福利取消，台灣就有競爭力了？ 〉指出台灣社會目前充斥著"情緒性的報告、不理性的控訴，這些都是為了要讓一般公民生氣"，讓社會大眾屢屢將公部門從業人員薪資拿出來當政論議題，把問題簡化為"這世界上所有問題都是這些肥貓造成，而砍掉這些高薪者的薪水就是每個問題的答案"；"一個進步的國家應該要試著把給每個人的餅做大，而不是把每個人都拖累到比較低的水準"；"總是拉下那些我們認為比較好的人，就像是文化大革命時中共的紅衛兵那樣，社會要如何前進？"。

### 時空環境的改變
前考試院院長關中說：「年金制度改革表面上最迫切的理由是財政危機，但背後卻是人口結構的變化，像是人口老化、少子化。此外，退休基金的收支不平衡已經出現，財政破產時間迫在眉睫，再不改的話，破產時間只會提前」、「國家對退休人員的待遇並不微薄、苛刻，早期公務員很清苦，民國70、80年間（大致1980年代），公務人員約加薪160％，還有1年就加了2次薪水，現在好日子沒了、壞日子已經來了，還不改弦更張嗎？」。
在一連串年金改革之後，公教人員的退休福利已經有所減少，在職所繳交的退撫基金也有所增加，所得替代率也降低，但是有限的改革幅度使得退撫基金將來依然有破產風險，也導致許多年輕軍公教人心惶惶，擔心自己將來領不到退休金。

## 已經解決的爭議

### 黨職併公職溢領退休金
1971年「中華民國民眾服務總社」（國民黨所轄單位）發函給考試院，檢奉的年資互相採計要點，內容共七頁，包括本文、「中華民國民眾服務總社專職人員暨公務人員服務年資互相採計要點」、「中華民國民眾服務總社專職人員職級比照採計表」、「台灣省民眾服務社及所屬支社分社專職人員職級比照採計表」、「台北市民眾服務社專職人員職級比照採計表」，將「國民黨工」年資，都比照公務員辦理退休，從相當常任文官最初級的委任一職等至最高級的簡任十四職等。2005年，行政院成立的「黨職併公職年資調查小組」指出，政務人員、大專院校、救國團、國民黨各地方黨部、知青黨部、民眾服務社、台灣省青年服務團，甚至在國民黨的幼獅文化公司任職及幼獅社擔任記者，都合併公職年資，還有公營事業部分與各縣市機關及學校人員等，享有黨職併公職年資的退休金，若扣除黨職年資，每人每月將少領退休金數千元至一萬餘元。2007年，民進黨調查指出共有581名高官溢領退休金，溢領金額高達新台幣約3億2000萬元，至2011年，溢領退休金仍未追回，且持續給予。至於「黨職併公職」的法源依據「中華民國民眾服務總社專職人員暨公務人員服務年資互相採計要點」等並非正式公文書，無法律依據，連行政命令皆無。

### 甲等特考
甲等特考是政府長年來特別晉用高級人才的主要管道，甲等特考最大的吸引力在於考試及格後，即可取得簡任第十職等任用資格，有許多現職主管以在職身份考取甲等特考，因而造成「黑官漂白」之譏，被批評為因人設科，專為權貴子弟進行黑官漂白，以迅速取得政務官任用資歷的惡制。甲等特考最大的弊端在於考試的方法及程序過於草率簡易，缺乏考試效度與公信力。1995年刪除甲等考試應考資格，於1996年1月修正該法，以高考一級考試取代原先的甲等特考。

### 18％優惠存款利息
軍公教18％優惠存款制度雖已於1995年不再採計以後之年資，但是1995年以前年資的給付仍將繼續享有18％的優惠，其問題的高峰尚未出現，且將繼續延續三、四十年。在今後一、二十年，此一問題將是極為嚴重的負擔。如今各級政府，尤其地方政府對此負擔已備感吃力，不少地方政府已有巨額的利息債務，此一問題若不解決，絕對是各級政府財政惡化、甚至崩潰的重要緣由。

### 享有年終慰問金
由於軍公教人員退休後仍然照領年終，引發批判，行政院因此於2012年宣布調整年終慰問金的發放標準，限制月退俸2萬元以下的退休軍公教及遺眷始可請領，發放人數由42萬大減至4萬餘人，國庫耗費也從200億元降為10億元。2014年，國民黨立委以政府經濟好轉為由，擬於下會期提案將退休軍公教年終慰問金的發放門檻，由現行月退俸2萬元以下放寬至2萬5千元以下，已獲逾四十名藍營立委連署，行政院也表示支持，並宣布年終慰問金發放門檻從月退俸2萬元提高到2萬5千元，發放員額從4.5萬人增至近12萬人，國庫增加15億元負擔，年支出31億元，此舉被民進黨立委批評為反改革，年終慰問金放寬發放標準於2015年1月獲得通過。